# Chaitophorus abdominalis
Chaitophorus abdominalis är en insektsart. Chaitophorus abdominalis ingår i släktet Chaitophorus och familjen långrörsbladlöss. Inga underarter finns listade i Catalogue of Life.